# Żaba krabożerna
Żaba krabożerna (Fejervarya cancrivora) – gatunek płaza bezogonowego z rodziny Dicroglossidae. Został opisany w 1829 roku jako Rana cancrivora. Występuje w Azji Południowo-Wschodniej. Nie jest zagrożony wyginięciem.

## Zasięg występowania
W dawnym rozumieniu był to gatunek szeroko rozprzestrzeniony, występujący w Republice Chińskiej, od południowych Chin do Filipin, Indonezji, Malezji i Półwyspu Indochińskiego, rzadziej sięgający na zachód aż do stanu Orisa we wschodnich Indiach.
W nowym ujęciu systematycznym zasięg gatunku obejmuje Tajlandię, Malezję, Indonezję, Brunei i Timor Wschodni. Introdukowany na Nowej Gwinei i Guamie, ale przynależność gatunkowa tych populacji wymaga potwierdzenia.

## Ekologia i biologia
Zamieszkuje namorzyny i mokradła. Jest jedynym znanym przedstawicielem Lissamphibia, grupy obejmującej wszystkie współczesne płazy, tolerującym słoną wodę. Lokalnie ceni się ją jako pokarm, często hoduje się ją dla jadalnych jaj.
Toleruje środowiska morskie. Zanurza się na krótki czas w wodzie morskiej bądź na dłuższy w wodzie brachicznej. Produkuje bowiem zwiększoną ilość mocznika, zatrzymując go. Pozostaje hiperosmotyczna, modyfikując stężenia sodu i mocznika.